# Huang Jiqing

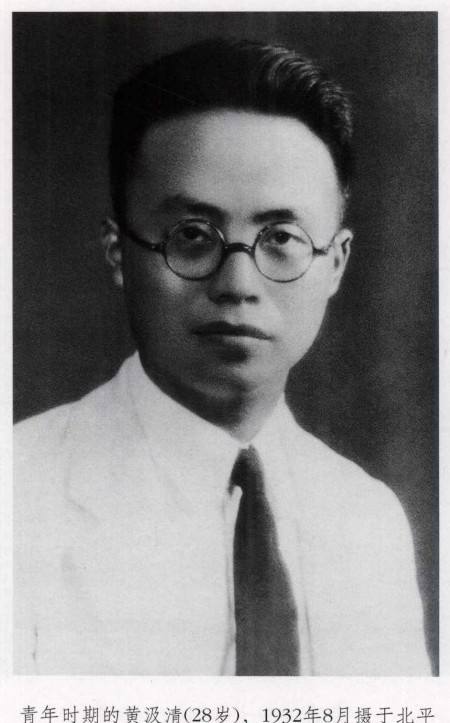
Huang Jiqing, 1932

Huang Jiqing (oder Te-Kan Huang, chinesisch: 黄 汲 清, 30. März 1904 in Renshou, Sichuan – 1995) war ein chinesischer Geologe.
1928 erhielt er seinen Bachelor-Abschluss an der Peking-Universität und promovierte 1935 an der Universität Neuenburg, Schweiz. Nach seiner Rückkehr nach China unterrichtete er an der Nationalen Zentraluniversität und an der Universität in Peking, zudem war er Direktor des National Geological Survey, Präsident der geologischen Gesellschaft Chinas, Direktor des südwestlichen geologischen Büro, stellvertretender Direktor der Erdwissenschaften in der Chinesischen Akademie der Wissenschaften und stellvertretender Präsident der Chinesischen Akademie für Geologie. 1980 erhielt Huang die Ehrendoktorwürde der ETH Zürich und 1985 wurde er zum Ehrenmitglied der Geologischen Gesellschaft Amerikas gewählt. Im Jahr 1932 veröffentlichte Huang die Permische Formationen von Südchina, die die Methode zur Unterteilung des Perms in China zur Verfügung stellte. Im Jahr 1945 begann er mit der Theorie der polyzyklischen tektonischen Bewegung, um die geotektonischen Eigenschaften Chinas zu behandeln. Unter seiner Aufsicht wurde auch die erste geotektonische Karte Chinas erstellt, für die er 1982 den staatlichen Naturwissenschaftspreis Chinas erhielt.
Am 20. September 2021 wurde ein Asteroid nach ihm benannt: (215023) Huangjiqing.